# Lamsang
Lamsang è una suddivisione dell'India, classificata come nagar panchayat, di 6.530 abitanti, situata nel distretto di Imphal Ovest, nello stato federato del Manipur. In base al numero di abitanti la città rientra nella classe V (da 5.000 a 9.999 persone).

## Geografia fisica
La città è situata a 24° 49' 38 N e 93° 53' 15 E.

## Società

### Evoluzione demografica
Al censimento del 2001 la popolazione di Lamsang assommava a 6.530 persone, delle quali 3.280 maschi e 3.250 femmine. I bambini di età inferiore o uguale ai sei anni assommavano a 838, dei quali 444 maschi e 394 femmine. Infine, coloro che erano in grado di saper almeno leggere e scrivere erano 3.999, dei quali 2.270 maschi e 1.729 femmine.